# أيت بونوح

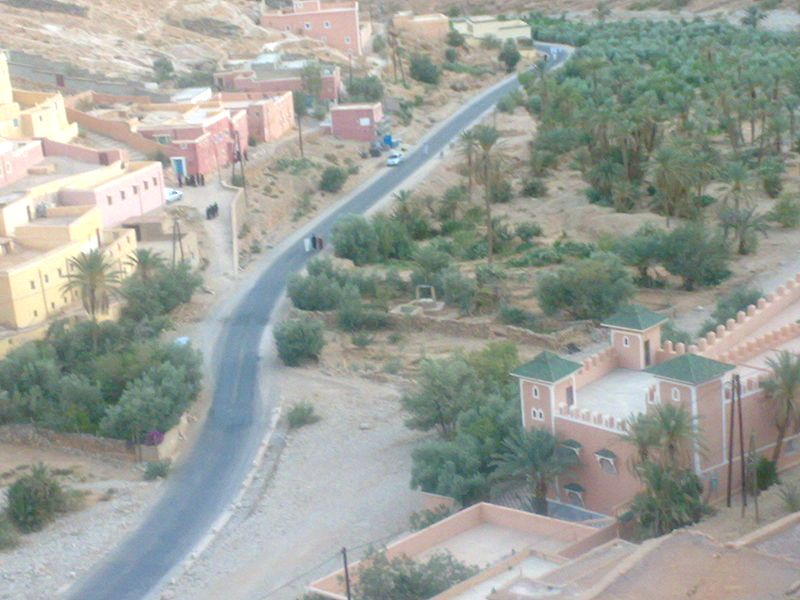
دوار أيت بونوح

أيت بونوح تقع على بعد 45كلم من مدينة تفراوت[ ؟ ] جنوبا، وعلى بعد 18كلم من جماعة «أفلا غير» شمالا.وسط جبال الاطلس الصغير تابعة إداريا إلى إقليم تزنيت وهي عبارة عن أربعة دواوير هي أيت بونوح (أفلا أو المركز) إنكرن وايمي ينكرن وأنسيس. يبلغ تعداد سكانها حوالي 800نسمة

## المناخ والتضاريس
تتميز أيت بونوح بمناخ جاف شبه صحراوي، وبقلة التساقطات، وبتضاريسها الجبلية الوعرة، لكن تخترقها طريق معبدة أنشئت سنة 2005. وهي لا تبعد عن منجم أقا، أكبر منجم الذهب في المغرب إلا بحوالي 30 كلم، غير أن شباب المنطقة لا يشتغلون في هذا المنجم بل جلهم يمتهن التجارة خارج المنطقة، والبعض الآخر يمتهن الرعي، لكن بعد توالي سنوات الجفاف بدأ هذا النشاط في الزوال.

## الغطاء النباتي
تتميز المنطقة بغطاء نباتي متنوع، يتمثل في أشجار اللوز والزيتون والأرگان[ ؟ ] وبعض المحاصيل الزراعية التي يزرعها السكان للاستهلاك الذاتي.
وهناك جهود تبذل من طرف السكان والجمعية من أجل توفير موارد كافية لغرس عدد مهم من أشجار الزيتون بالرغم من العوائق التي تحول دون ذلك.وما يزيد من قلق السكان في السنين الأخيرة ندرة المياه[ ؟ ] بسبب الإستهلاك المفرط لبعض المناجم التي تعتمد على هذه المادة وحفر مزيد من الأبار،مما أثر سلبا على الفرشة المائية ورغم أن أيت بنوح يزخر بكفاأت في شتى المجالات وخصوصا الاقتصادية منها إلا أن ذلك لم يساعد في تنمية المنطقة حيث نلاحظ غياب نوادي نسوية وملاعب رياضية للشباب.

## العمل الجمعوي
تعتبر جمعية أيت بونوح للتنمية إحدى ركائز تنمية المنطقة، فهي أول جمعية تأسست في منطقة تفراوت[ ؟ ]، حيث قامت منذ تأسيسها بربط الدواوير الثلاثة بالكهرباء والهاتف، وبتعبيد الطريق وغرس الأشجار. كما قامت ببناء المدارس وتشجيع التلاميذ على مواصلة التعليم الإعدادي والثانوي، حيث تم تزويدهم بسيارة نقل مدرسي وبالحواسيب، بعدما كانت المنطقة في السابق تعاني من الهدر المدرسي.وفي سنة 2011 تم تأسيس جمعية الشباب مما سيعود بالنفع على شباب المنطقة هدفها الا ساسي ضخ دماء جديدة على النشاط الثقافي والرياضي على المنطقة كما خرجت إلى الوجود جمعية أخرى تسمى جمعية مربي الإبل والمواشي هدفها توحيد صفوف الكسابة وتوفير الأعلاف والمراعي علما أن ألمنطقة، تتوفر على عدد مهم من رؤوس الماشية كما ستوفر بعض الأدوية لتلقيحها بذلك تكون أول جمعية تعنى بالمواشي في المنطقة.

## عادات وتقاليد المنطقة
ينظم في 14 رجب من كل سنة موسم «سيدي بوموس»، وهو موسم ديني بالدرجة الأولى، يتوافد عليه الزوار من المناطق المجاورة ويستمر يومين.ويقام مايسمى بالمعراييف مرة في السنة في كل من ايت بنوح المركز ويقام في الولي الصالح سيدي علي اعبل وسيدي علي وحي ويحضره أهل البلدة من دون الزوار وتتلى فيه ايات بينات من الذكر الحكيم م ما يسمى بتحزابت.وهناك ما يسمى بالرمى هذه العادة المثوارة. وكلمة الرمى تعني عامة الناس ويقام ما يسمى الكور وهي عبارة عن حلقة يرأسها مقدم الرمى وتفض فيه النزاعات بين سكان القبيلة وهو قانون عرفي كان الأسلاف يعملون به، ويتم جمع بعض الصدقات كالنقود وما تنتجه المنطقة من شعير ويتزامن الرمى وعودة بعض الشباب من موسم سيدي بوهادي القريب من تداكوست حيث يقيمون هناك ثلاثة أيام حيث تلتقي هناك أربعة قبائل وهي تداكست و أيت علي و أكجكال وأيت بنوح. وروى قديما أن إحياء هذا الموسم بين هذه القبائل جاء بعدماكان الولي الصالح سيدي بوهادي ينشر العلم وفي طريقه إلى الصحراء وبينما يمشي في الخلاء ألم به مرض ولم يقدر على المشي إلى أن وفته المنية هناك وكان أحد سكان أيت بنوح يرعى الغنم وجد هذا الولي قد توفي وحمله إلى تداكست وفي طريقه صادف أحد الرعاة من أيت علي وفي مسيرهم، التقوا شخصا وكان ينتمي إلى أكجكال حتى وصلوا المكان ودفنوه هناك بهذا جاء الاحتفال بهذا الموسم بين أربع قبائل.
أيت قرية جميلة تتميز بحقول خضراء وأشجار الزيتون واللوز كما تعاني المنطقة من عدة إحتياجات

## وصلات خارجية
موقع عن أيت بونوح

## معرض الصور

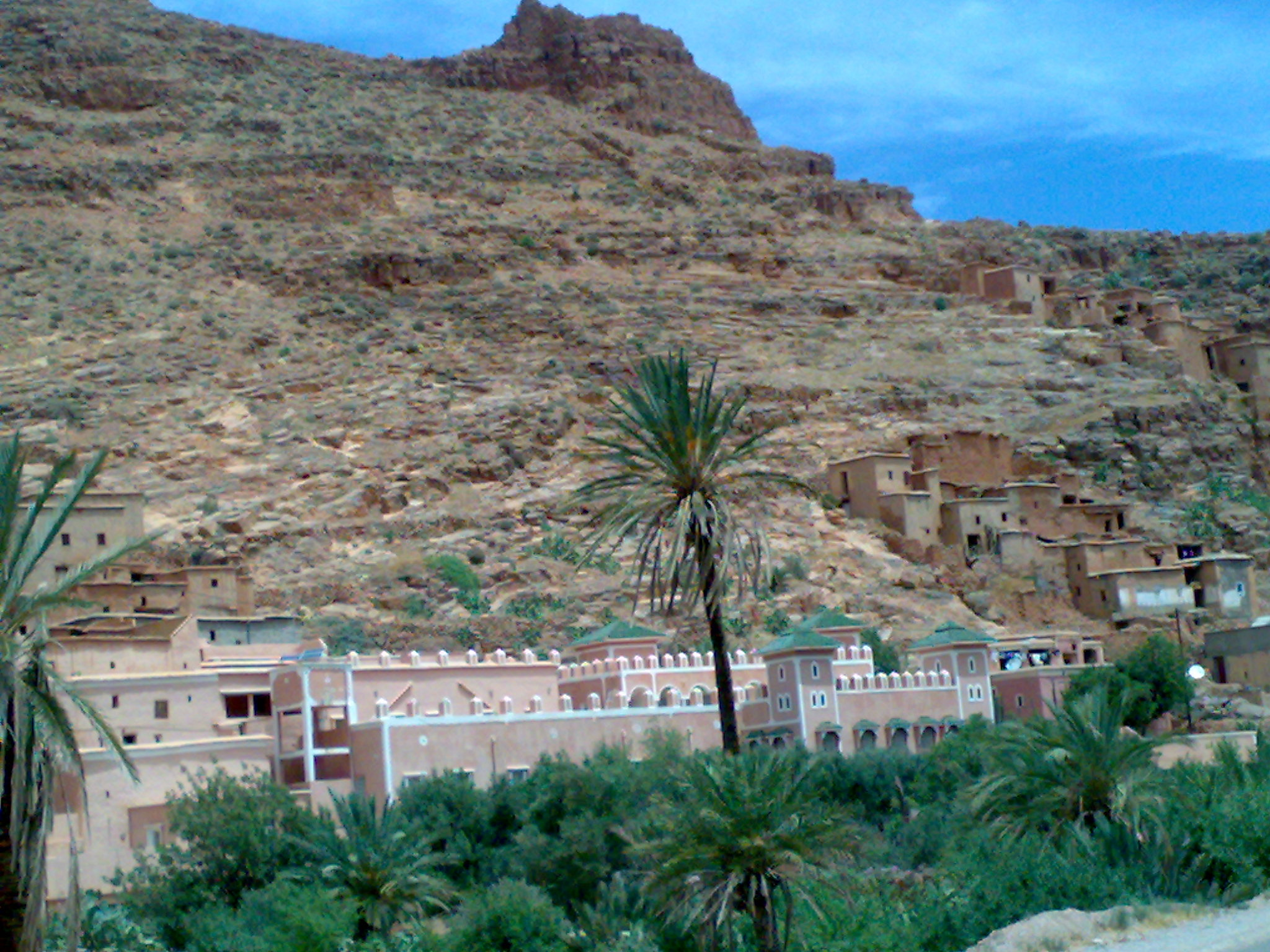
حصن أگرزي - أيت بونوح
تمنروت - أيت بونوح